# Akebia trifoliata
Akebia trifoliata là một loài thực vật có hoa trong họ Lardizabalaceae. Loài này được (Thunb.) Koidz. mô tả khoa học đầu tiên năm 1925.